# Koeneniodes notabilis
Koeneniodes notabilis är en spindeldjursart som beskrevs av Filippo Silvestri 1913. Koeneniodes notabilis ingår i släktet Koeneniodes och familjen Eukoeneniidae. Inga underarter finns listade i Catalogue of Life.